# 九龍巴士36B線
九龍巴士36B線是香港一條來往梨木樹及佐敦（西九龍站）的巴士路線。
九龍巴士36X線為36B的特快路線，祇於星期一至五繁忙時間來往梨木樹及尖沙咀東（麼地道）。相比之下，36X線在介乎荔枝角及旺角之間取道西九龍走廊而不經長沙灣道。

## 歷史
本路線於1967年12月23日投入服務，當時命名為31B，來往北葵涌（1971年9月1日起改稱石籬）及佐敦道碼頭。翌年年10月30日，因應荔枝角大橋通車重整部份荃灣至市區路線而改稱16B，並改經長沙灣道及彌敦道。此為九巴第五次使用此編號。而「31B」編號同日起套用於此前稱為「33A」的路線（即現在的31B線）。
- 1973年7月16日，重組路線編號中改稱36B，並延長至梨木樹邨，往佐敦道碼頭方向途經青山道，往梨木樹方向途經長沙灣道，並改經上海街。翌年5月12日，本路線來回程改經荔枝角道。

- 1981年12月10日，往梨木樹方向不入大隴街。

- 1984年6月17日，往佐敦道碼頭方向恢復改經長沙灣道及欽州街，往梨木樹方向改經欽州街及元州街。[3]

- 1994年2月1日，往梨木樹邨方向改經彌敦道。

- 2002年9月21日，本路線增派空調巴士行走。

- 2003年2月23日，本線總站由佐敦道碼頭遷往佐敦（匯翔道）巴士總站。

- 2009年12月20日，本線九龍區總站由佐敦（匯翔道）遷往佐敦（渡華路），以配合廣深港高速鐵路西九龍總站工程。

在2010-2011年度荃葵青巴士路線發展計劃，建議本線改道途經呈祥道，及全線改以空調巴士行走；而36A則加強空調巴士服務至4輛。但建議被梨木樹選出的公民黨荃灣區議會民選議員陳琬琛及黃家華認為路線繞路，否決建議。不過，陳往後就繼續要求本線再更改行車路線及延長九龍總站至紅磡站或尖沙咀。
- 2011年7月1日，本線改為全空調服務[6]，亦象徵以渡華路為終點站的眾多巴士路線再沒有非空調巴士行走，不過本路線由2010年9月1日起已經自行提升至全空調服務。

2014年，九巴再次建議36B線提升為特快路線36X，往佐敦及梨木樹方向分別改經西九龍走廊及呈祥道，使乘客更便捷地來往梨木樹及油尖旺區，但被區議員批評變相加價。
其後於2014年6月的修訂建議中，當局建議保留36B線而增加該線班次至8-12分鐘一班，而36X線則改於星期一至五早上（07:45-08:30間，未指明班次）提供單向往佐敦（渡華路）的服務，全程收費亦由首輪建議中的$7.7下調至$7.5。
- 36X線最後於2015年6月29日開辦，由梨木樹單向開往佐敦（渡華路），改經西九龍走廊，不經長沙灣、深水埗，祇於星期一至五（公眾假期除外）上午開出一班[8][9]。

- 2015年6月27日：增設到站時間預報。[10]

- 2018年9月16日，九龍區總站由佐敦（渡華路）巴士總站遷往西九龍站巴士總站[11]。

- 2019年10月28日，36X線延長至尖沙咀東（麼地道），經原有路線至西九龍走廊後，改經太子道西、荔枝角道、彌敦道及梳士巴利道，不再經上海街、佐敦道及佐敦（西九龍站）巴士總站[12]。

- 2020年11月30日，36X線加強服務。[13]
  - 往尖沙咀東（麼地道）班次增至四班
  - 增設兩班黃昏回程服務往梨木樹

- 2023年7月17日：36B線往梨木樹方向的班次會改經長沙灣道，不經元州街；增設「麗閣邨」及「貿易廣場」兩站，「福華街」、「營盤街」、「永隆街」及「元州商場」四站取消。[14]

## 服務時間及班次
36B
| 梨木樹開         | 梨木樹開    | 梨木樹開     | 佐敦（西九龍站）開 | 佐敦（西九龍站）開 | 佐敦（西九龍站）開 |
| 日期             | 服務時間    | 班次（分鐘） | 日期               | 服務時間           | 班次（分鐘）       |
| ---------------- | ----------- | ------------ | ------------------ | ------------------ | ------------------ |
| 星期一至五       | 05:30-06:30 | 20           | 星期一至五         | 06:25-15:05        | 20                 |
| 星期一至五       | 06:30-19:00 | 15           | 星期一至五         | 15:05-16:05        | 15                 |
| 星期一至五       | 19:00-22:00 | 20           | 星期一至五         | 16:05-17:05        | 12                 |
| 星期一至五       | 22:00-23:40 | 25           | 星期一至五         | 17:05-18:50        | 15                 |
|                  |             |              | 星期一至五         | 18:50-19:10        | 20                 |
| 19:10-20:40      | 15          |              | 星期一至五         |                    |                    |
| 20:40-23:00      | 20          |              | 星期一至五         |                    |                    |
| 23:00-00:40      | 25          |              | 星期一至五         |                    |                    |
| 星期六           | 05:30-07:10 | 25           | 星期六             | 06:25-11:25        | 25                 |
| 星期六           | 07:10-07:30 | 20           | 星期六             | 11:25-12:45        | 20                 |
| 星期六           | 07:30-10:15 | 15           | 星期六             | 12:45-16:45        | 15                 |
| 星期六           | 10:15-14:15 | 12           | 星期六             | 16:45-18:45        | 12                 |
| 星期六           | 14:15-19:00 | 15           | 星期六             | 18:45-20:00        | 15                 |
| 星期六           | 19:00-20:20 | 20           | 星期六             | 20:00-23:00        | 20                 |
| 星期六           | 20:20-23:40 | 25           | 星期六             | 23:00-00:40        | 25                 |
| 星期日及公眾假期 | 05:30-07:10 | 25           | 星期日及公眾假期   | 06:25-10:35        | 25                 |
| 星期日及公眾假期 | 07:10-07:30 | 20           | 星期日及公眾假期   | 10:35-12:15        | 20                 |
| 星期日及公眾假期 | 07:30-11:00 | 15           | 星期日及公眾假期   | 12:15-20:00        | 15                 |
| 星期日及公眾假期 | 11:00-15:00 | 12           | 星期日及公眾假期   | 20:00-23:00        | 20                 |
| 星期日及公眾假期 | 15:00-18:30 | 15           | 星期日及公眾假期   | 23:00-00:40        | 25                 |
| 星期日及公眾假期 | 18:30-19:30 | 20           |                    |                    |                    |
| 星期日及公眾假期 | 19:30-23:40 | 25           |                    |                    |                    |

36X
- 星期一至五
  - 梨木樹開：07:50、08:10、08:30、08:50
  - 尖沙咀東（麼地道）開：18:00、18:30

星期六、日及公眾假期不設服務

## 收費
| 路線 | 全程收費 | 分段收費 |
| ---- | -------- | --- |
| 36B  | $7.5     | - 蝴蝶谷新村往佐敦（西九龍站）：$7.2 - 弼街往佐敦（西九龍站）：$5.8 - 饒宗頤文化館往梨木樹：$6.5 - 和宜合道運動場往梨木樹：$4.8 |
| 36X  | $9.0     | - 鴉蘭街往尖沙咀東（麼地道）：$5.8 - 饒宗頤文化館往梨木樹：$6.5 - 和宜合道運動場往梨木樹：$4.8                                  |

| - 本線設有12歲以下小童及65歲或以上長者半價優惠。 - 65歲或以上香港居民使用「樂悠咭」，以及12歲以下合資格殘疾兒童使用「殘疾人士身份」個人八達通繳付車資，均可享有每程$2.0或半價（以較低者為準）的票價優惠；12至64歲合資格殘疾人士使用「殘疾人士身份」個人八達通（包括「樂悠咭」），以及60至64歲香港居民使用「樂悠咭」繳付車資，均可享有每程$2.0或全費（以較低者為準）的票價優惠。 - 65歲或以上長者如使用長者或一般個人八達通繳付車資，則只可享有半價優惠；12至64歲合資格殘疾人士如不使用「殘疾人士身份」個人八達通，以及60至64歲人士如不使用「樂悠咭」繳付車資，必須繳付全費。 - 乘客可以現金或八達通於上車時付款，不設找續。 - 每位成人乘客可免費攜帶最多兩名4歲以下而不佔座位的兒童乘客乘車，超額之4歲以下小童必須繳付小童車費乘車。 - 持有「九巴月票」之乘客在車票有效期內，每日可享最多10程任何九龍巴士及龍運巴士路線（包括本路線，以及聯營路線的九龍巴士／龍運巴士提供的班次；惟乘搭機場「A」及「NA」線則可享原價二七折優惠（不會計算每天10次合資格車程））；而B1線則每日可享最多各2程（不會計算每天10次合資格車程）。 - 九龍巴士、城巴、龍運巴士及陽光巴士全職員工及家屬（不包括外判職員）可免費乘搭本路線，惟必須拍職員或職員家屬八達通。 - 乘客亦可透過多元化電子支付系統（e度嘟）繳付車資，包括使用非接觸式VISA卡、JCB卡、萬事達卡、銀聯卡、美國運通、大來國際、Discover Card、Apple Pay、Google Pay、Samsung Pay、AlipayHK「易乘碼」、支付寶、WeChatHK／微信支付「搭車碼」、銀聯雲閃付「乘車碼」及BOC Pay「乘車碼」。乘客使用此付款方式，使用此支付方式的乘客可享有中途下車之分段收費，以及與其他九巴／龍運獨營路線或聯營線九巴／龍運班次之轉乘優惠，惟不適用於與非九巴／龍運路線之轉乘優惠，亦不能享有「公共交通費用補貼計劃」及「長者及合資格殘疾人士公共交通票價優惠計劃」。 |

### 八達通轉乘優惠
乘客登上本線往佐敦後150分鐘內以同一張八達通卡轉乘18往愛民，或從18往深水埗登車後150分鐘內以同一張八達通卡轉乘本線往梨木樹，次程可獲$4.2折扣優惠。

## 使用車輛
現時本線使用13輛亞歷山大丹尼士Enviro 500 MMC 12米（ATENU）及富豪B9TL 12米 (AVBWU)雙層巴士，均屬荔枝角車廠。
| 車隊編號 | 車牌   |
| -------- | ------ |
| AVBWU323 | ST8086 |
| AVBWU335 | SW6793 |
| ATENU336 | SW7729 |
| ATENU356 | SY8655 |
| AVBWU362 | SZ150  |
| AVBWU365 | SZ2450 |
| AVBWU366 | SZ4672 |
| AVBWU417 | TN1364 |
| AVBWU418 | TN3840 |
| ATENU74  | SE6977 |
| ATENU356 | TB2302 |
| ATENU393 | TC9572 |
| ATENU420 | TE3485 |

## 行車路線
36B
梨木樹開經：和宜合道、大隴街、石籬（大隴街）巴士總站、大隴街、和宜合道、青山公路－葵涌段、蝴蝶谷道、長沙灣道、欽州街、荔枝角道、上海街、佐敦道及海泓道。
佐敦（西九龍站）開經：海泓道、佐敦道、彌敦道、荔枝角道、黃竹街、汝州街、欽州街、長沙灣道、青山道、青山公路－葵涌段及和宜合道。
36X
梨木樹開經：和宜合道、大隴街、石籬（大隴街）巴士總站、大隴街、和宜合道、青山公路－葵涌段、蝴蝶谷道、荔枝角道、西九龍走廊、太子道西、荔枝角道、彌敦道及梳士巴利道。
尖沙咀東（麼地道）開經：麼地道、漆咸道南、梳士巴利道、彌敦道、眾坊街、上海街、甘肅街、欣翔道、海泓道、迴旋處、西九龍走廊、荔枝角道、長沙灣道、青山道、青山公路－葵涌段及和宜合道。

### 沿線車站

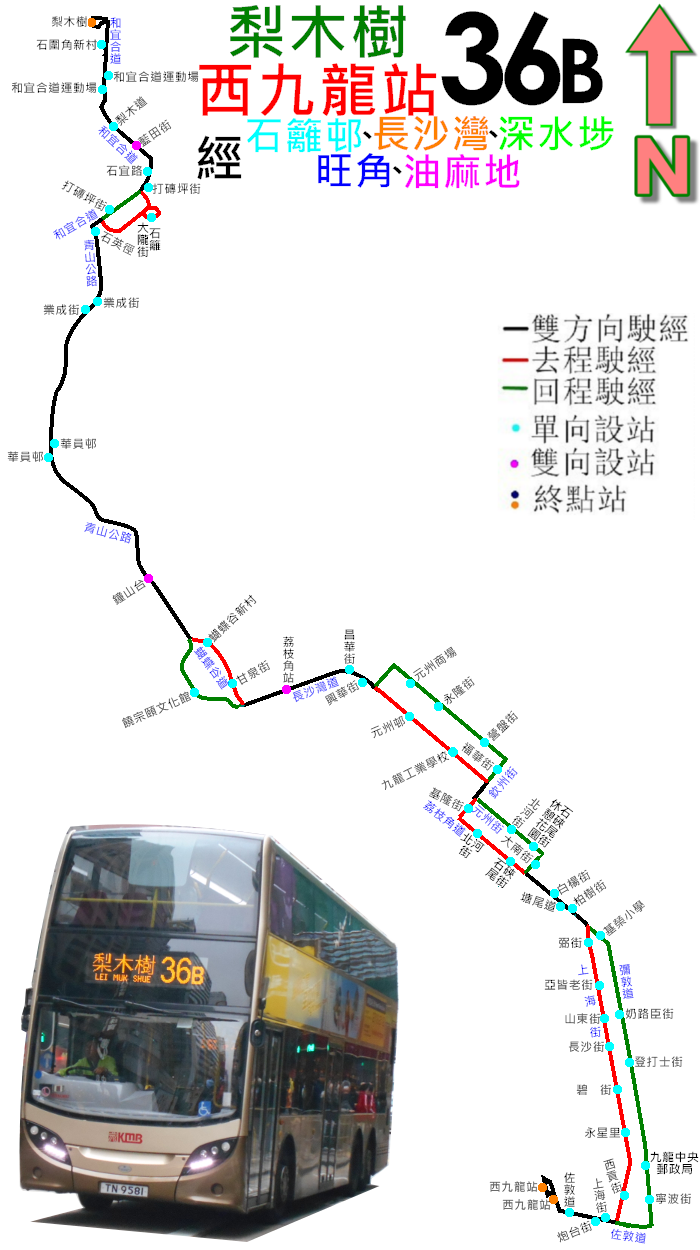
36B線的走線圖

36B
| 梨木樹開 | 梨木樹開                 | 梨木樹開               | 佐敦（西九龍站）開 | 佐敦（西九龍站）開       | 佐敦（西九龍站）開   |
| 序號     | 車站名稱                 | 位置                   | 序號               | 車站名稱                 | 位置                 |
| -------- | ------------------------ | ---------------------- | ------------------ | ------------------------ | -------------------- |
| 1        | 梨木樹巴士總站           | 梨木樹公共運輸交匯處   | 1                  | 佐敦（西九龍站）巴士總站 | 西九龍站巴士總站     |
| 2        | 和宜合道運動場           | 和宜合道               | 2                  | 西九龍站                 | 佐敦道               |
| 3        | 梨木道                   | 和宜合道               | 3                  | 上海街                   | 佐敦道               |
| 4        | 藍田街                   | 和宜合道               | 4                  | 寧波街（N29）            | 彌敦道               |
| 5        | 打磚坪街                 | 和宜合道               | 5                  | 九龍中央郵政局（N30）    | 彌敦道               |
| 6        | 石籬（大隴街）           | 石籬（大隴街）巴士總站 | 6                  | 登打士街（N51）          | 彌敦道               |
| 7        | 石英徑                   | 青山公路－葵涌段       | 7                  | 奶路臣街（N61）          | 彌敦道               |
| 8        | 業成街                   | 青山公路－葵涌段       | 8                  | 基榮小學                 | 荔枝角道             |
| 9        | 華員邨                   | 青山公路－葵涌段       | 9                  | 塘尾道                   | 荔枝角道             |
| 10       | 鐘山台                   | 青山公路－葵涌段       | 10                 | 大南街                   | 黃竹街               |
| 11       | 蝴蝶谷新村               | 蝴蝶谷道               | 11                 | 石硤尾街休憩花園         | 汝州街               |
| 12       | 甘泉街                   | 蝴蝶谷道               | 12                 | 北河街                   | 汝州街               |
| 13       | 荔枝角站                 | 長沙灣道               | 13                 | 麗閣邨                   | 長沙灣道             |
| 14       | 昌華街                   | 長沙灣道               | 14                 | 貿易廣場                 | 長沙灣道             |
| 15       | 元州邨                   | 長沙灣道               | 15                 | 興華街                   | 長沙灣道             |
| 16       | 九龍工業學校             | 長沙灣道               | 16                 | 荔枝角站                 | 長沙灣道             |
| 17       | 基隆街                   | 欽州街                 | 17                 | 饒宗頤文化館             | 青山道               |
| 18       | 北河街                   | 荔枝角道               | 18                 | 鐘山台                   | 青山公路－葵涌段     |
| 19       | 石硤尾街                 | 荔枝角道               | 19                 | 華員邨                   | 青山公路－葵涌段     |
| 20       | 白楊街                   | 荔枝角道               | 20                 | 業成街                   | 青山公路－葵涌段     |
| 21       | 柏樹街                   | 荔枝角道               | 21                 | 打磚坪街                 | 和宜合道             |
| 22       | 弼街                     | 上海街                 | 22                 | 石宜路                   | 和宜合道             |
| 23       | 亞皆老街                 | 上海街                 | 23                 | 藍田街                   | 和宜合道             |
| 24       | 山東街                   | 上海街                 | 24                 | 和宜合道運動場           | 和宜合道             |
| 25       | 長沙街                   | 上海街                 | 25                 | 石圍角新村               | 和宜合道             |
| 26       | 碧街                     | 上海街                 | 26                 | 梨木樹巴士總站           | 梨木樹公共運輸交匯處 |
| 27       | 永星里                   | 上海街                 |                    |                          |                      |
| 28       | 西貢街                   | 上海街                 |                    |                          |                      |
| 29       | 炮台街                   | 佐敦道                 |                    |                          |                      |
| 30       | 佐敦（西九龍站）巴士總站 | 西九龍站巴士總站       |                    |                          |                      |

36X
| 梨木樹開 | 梨木樹開                   | 梨木樹開                         | 尖沙咀東（麼地道）開 | 尖沙咀東（麼地道）開       | 尖沙咀東（麼地道）開             |
| 序號     | 車站名稱                   | 位置                             | 序號                 | 車站名稱                   | 位置                             |
| -------- | -------------------------- | -------------------------------- | -------------------- | -------------------------- | -------------------------------- |
| 1        | 梨木樹巴士總站             | 梨木樹公共運輸交匯處             | 1                    | 尖沙咀東（麼地道）巴士總站 | 尖沙咀東（麼地道）公共運輸交匯處 |
| 2        | 和宜合道運動場             | 和宜合道                         | 2                    | 尖東站                     | 梳士巴利道                       |
| 3        | 梨木道                     | 和宜合道                         | 3                    | 中間道（N2）               | 彌敦道                           |
| 4        | 藍田街                     | 和宜合道                         | 4                    | 金巴利道（N11）            | 彌敦道                           |
| 5        | 打磚坪街                   | 和宜合道                         | 5                    | 寶靈街（N20）              | 彌敦道                           |
| 6        | 石籬（大隴街）             | 石籬（大隴街）巴士總站           | 6                    | 九龍中央郵政局（N30）      | 彌敦道                           |
| 7        | 石英徑                     | 青山公路－葵涌段                 | 7                    | 欣翔道                     | 欣翔道                           |
| 8        | 業成街                     | 青山公路－葵涌段                 | 8                    | 富榮花園                   | 海泓道                           |
| 9        | 華員邨                     | 青山公路－葵涌段                 | 9                    | 柏景灣                     | 海泓道                           |
| 10       | 鐘山台                     | 青山公路－葵涌段                 | 10                   | 饒宗頤文化館               | 青山道                           |
| 11       | 蝴蝶谷新村                 | 蝴蝶谷道                         | 11                   | 鐘山台                     | 青山公路－葵涌段                 |
| 12       | 甘泉街                     | 蝴蝶谷道                         | 12                   | 華員邨                     | 青山公路－葵涌段                 |
| 13       | 鴉蘭街                     | 荔枝角道                         | 13                   | 業成街                     | 青山公路－葵涌段                 |
| 14       | 奶路臣街（S14）            | 彌敦道                           | 14                   | 打磚坪街                   | 和宜合道                         |
| 15       | 碧街（S27）                | 彌敦道                           | 15                   | 石宜路                     | 和宜合道                         |
| 16       | 加士居道（S38）            | 彌敦道                           | 16                   | 藍田街                     | 和宜合道                         |
| 17       | 德成街（S47）              | 彌敦道                           | 17                   | 和宜合道運動場             | 和宜合道                         |
| 18       | 金巴利道（S49）            | 彌敦道                           | 18                   | 石圍角新村                 | 和宜合道                         |
| 19       | 中間道（S55）              | 彌敦道                           | 19                   | 梨木樹巴士總站             | 梨木樹公共運輸交匯處             |
| 20       | 尖東站                     | 梳士巴利道                       |                      |                            |                                  |
| 21       | 尖沙咀東（麼地道）巴士總站 | 尖沙咀東（麼地道）公共運輸交匯處 |                      |                            |                                  |

## 客量
由於本線部份路段與32、35A、36A線重叠，且往九龍取道上海街，而回程又行經汝州街、元州街等內街，令走線迂迴，客量只屬一般。當區區議員有建議九巴及運輸署把本線與32、36A線整合重組，以改善服務。 

### 引用
1. ↑  〈北葵涌與九龍間　闢兩巴士綫　卅一號B至深水埗收費三毫　卅三號A至佐敦道收費四毫〉，《華僑日報》，1967年12月24日。
2. ↑  〈九龍巴士乘客宜知　三綫明晨改道　配合新橋新路開用〉，《華僑日報》，1968年10月29日。
3. ↑  〈九巴宣佈　36A增班　36B改道〉，《華僑日報》，1984年6月17日。
4. ↑  36B幾時轉半直通? （页面存档备份，存于），香港討論區
5. ↑   (PDF).   [2018-04-15]. （原始内容存档 (PDF)于2018-04-08）. （页面存档备份，存于）
6. ↑  九巴加強荃灣區及葵青區空調巴士服務 （页面存档备份，存于），2011年6月29日，九巴
7. ↑  2014-15年度葵青區巴士路線發展計劃修訂方案，葵青區議會交通及運輸委員會文件第17/2014號，2014年5月。
8. ↑  交通通告—開辦九巴第36X號（梨木樹邨公共運輸交匯處 往 佐敦（渡華路）） （页面存档备份，存于），運輸署
9. ↑   (PDF).   [2015-06-25]. （原始内容存档 (PDF)于2015-06-26）. （页面存档备份，存于）
10. ↑  〈http://www.kmb.hk/tc/news/press/archives/news201506262242.html （页面存档备份，存于） 九龍巴士（一九三三）有限公司，146條路線增設巴士到站時間預報服務 覆蓋逾半九巴及龍運路線〉［新聞稿］，2015年6月26日。
11. ↑   (PDF).   [2018-09-11]. （原始内容存档 (PDF)于2018-09-11）. （页面存档备份，存于）
12. ↑   (PDF).   [2018-09-11]. （原始内容存档 (PDF)于2018-09-11）. （页面存档备份，存于）
13. ↑  九龍巴士（一九三三）有限公司，〈九巴加強市區路線6X、36X及40P服務 （页面存档备份，存于）〉［新聞稿］，2020年11月。
14. ↑  .   [2023-07-07]. （原始内容存档于2023-08-12）.

### 書籍
- 容偉釗. . 香港: BSI (香港). 2002年  [2017-06-23]. ISBN 962-8414-62-3. （原始内容存档于2016-03-26）. （页面存档备份，存于）
- 郭炳華. . 香港: 80M巴士專門店. 2010年. ISBN 962-8686-95-X.

## 外部連結
36B
- 九龍巴士36B線 （页面存档备份，存于）
- 九巴36B線 - 香港巴士大典 （页面存档备份，存于）

36X
- 九龍巴士36X線
- 九巴36X線 - 香港巴士大典 （页面存档备份，存于）